# Bratuszkowo
Bratuszkowo (bułg. Братушково) – wieś w Bułgarii, w obwodzie sofijskim, w gminie Sliwnica. Według Ujednoliconego Systemu Ewidencji Ludności oraz Usług Administracyjnych dla Ludności, 15 marca 2015 roku miejscowość liczyła 31 mieszkańców.

## Geografia
Miejscowość położona jest w górskim rejonie, wzdłuż rzeki Nojczinci, nieopodal miejscowości wybudowano zbiornik retencyjny o tej samej nazwie.

## Zabytki
We wsi znajduje się zabytkowa świątynia pw Eliasza, zbudowany w 1904 roku.

## Ludzie związani z miejscowością
- Bojan Belinow (1921–1998) – bułgarski oficer